# 마리 루이즈 콜레이로 프레카
마리 루이즈 콜레이로 프레카(Marie Louise Coleiro Preca, 1958년 12월 7일 ~ )는 몰타의 정치인으로, 2014년 4월 4일부터 몰타의 대통령을 역임하고 있다. 몰타 역사상 두번째 여성 대통령이기도 하다.
대통령직에 오르기 전에는 몰타 노동당원으로서 1998년부터 2014년까지 몰타 국회의원으로 있었고, 2013년 3월부터 2014년 3월까지는 가정사회연대장관으로 부임하였다.

## 젊은 시절과 경력
1958년 12월 몰타 오르미에서 태어났다. 몰타 대학교에 들어가 법학·인문학부 (국제학) 문학사를 취득하였으며 공증인 수료증을 받으며 졸업하였다. 이후 몰타 노동당에 입당해 전국집행위원회 위원으로 활동하였으며, 이후 서기장 보좌관 (1982-1991년), 서기장 자리에 올랐다. 뿐만 아니라 전국 사회주의 청년부 (지금의 노동청년포럼) 회원, 노동당 여성부 부장 (1996-2001년), 귀제 엘룰 메르세르 재단 설립위원, 당내 주간지 <일헬시엔> (Il-Ħelsien)의 발행인 등을 역임하였다.
1998년 총선에서는 국회의원으로 당선되어 2014년까지 몰타 의회에 입성하였다. 1998년 당시 야당 의원으로서 당 그림자 내각의 사회정책 예비장관을 맡았고, 사회문제 정기원내위원회 위원으로 활동하였다. 2008년 알프레드 산트 대표가 물러나자 당대표 선거에도 출마하였으나 당선되지는 못하였다.

## 대통령 재임
2014년 3월 1일 콜레이로 프레카는 대통령 임명 제의를 수락하였으며, 4월 4일 전임 대통령인 조지 아베라의 뒤를 이어 몰타 공화국의 제9대 대통령에 취임하였다. 콜레이로 프레카의 취임 당시 나이는 55세로 역사상 가장 젊은 대통령이었으며, 아가타 바바라에 이어 몰타 역사상 두번째 여성 대통령이기도 하였다.
2014년 콜레이로 프레카는 '사회복지대통령재단' 설립을 선포하였다. 몰타 대통령의 자문을 맡는 비영리 자문연구기관으로 사회통합과 삶의 질 향상을 돕기 위한 기구이다. 2015년 4월에는 대한민국과의 수교 50주년을 기념해서 박근혜 대통령과 축하메시지를 교환하였다. 양국의 수준높은 사회발전을 평가하고 "양국이 대화와 협력을 통해 보다 긴밀한 협력 관계를 유지·발전시켜 나가자"고 전했다.

## 수훈
- 몰타 국민훈장 - 몰타 대통령으로서 수훈